# 1949 en Alberta
Chronologie de l'Alberta
- 1945
- 1946
- 1947
- 1948
- 1949
- 1950
- 1951
- 1952
- 1953

Cette page concerne des événements qui se sont produits durant l'année 1949 dans la province canadienne de l'Alberta.

## Politique
- Premier ministre : Ernest Manning du Crédit social
- Chef de l'Opposition :
- Lieutenant-gouverneur : John Campbell Bowen
- Législature :

## Événements
- Fondation du club de football des Eskimos d'Edmonton.
- 18 octobre : les dix premiers ministres provinciaux du Canada acceptent l'invitation de Louis St-Laurent d'assister à une conférence fédérale-provinciale en janvier prochain afin d'en venir à une entente sur des amendements à la Constitution.

## Naissances
- 3 janvier : Barry Kenneth Long (né à Red Deer), joueur professionnel canadien de hockey sur glace[1],[2].
- 22 avril : Val Meredith (née à Edmonton), courtière en immeubles et femme politique canadienne.
- 10 août : James Campbell (né à Leduc, Alberta, près d'Edmonton), clarinettiste américano-canadien. Il est l'auteur d'une quarantaine d'enregistrements et a reçu les prix : un Juno Award, un Roy Thomson Hall Award, nommé artiste canadien de l'année, et décoré de l'Ordre du Canada, et d'une Médaille du jubilé d'or de la reine.
- 16 août : Dennis Anderson (né à Edmonton et mort le 20 mars 2019), politicien provincial en Alberta[3].
- 28 novembre : Victor Ostrovsky, né à Edmonton, ancien agent du Mossad et essayiste israélien ayant fait défection et décidé de publier ses mémoires dénonçant les pratiques de son agence de renseignements à travers les livres By Way of Deception: The Making of a Mossad officer (1990) et The Other Side of Deception: A Rogue Agent Exposes the Mossad's Secret Agenda (1994).
- 12 décembre : Alex Devlin, né à Edmonton, joueur canadien de basket-ball. Il évolue durant sa carrière au poste d'arrière.

## Décès
- 23 août : Herbert Greenfield, premier ministre de l'Alberta.